# Brett Somers
Brett Somers (11 de julio de 1924 – 15 de septiembre de 2007) fue una actriz, cantante y comediante nacida en Canadá, aunque nacionalizada estadounidense en sus últimos años. Fue más conocida por ser panelista del concurso de la década de 1970 Match Game, además de por su papel recurrente como Blanche Madison en la serie televisiva The Odd Couple, en la que trabajaba junto a su marido en la vida real, Jack Klugman.

## Vida personal
Su verdadero nombre era Audrey Johnston, y nació en Saint John (Nuevo Brunswick), Canadá. Somers se crio en las cercanías de Portland (Maine), y dejó su casa a los 17 años para ir a Nueva York para intentar iniciar una carrera interpretativa. En esa ciudad vivió en la zona de Greenwich Village. La actriz después cambió su nombre, eligiendo "Brett" por el primer personaje femenino de la novela de Ernest Hemingway Fiesta, y el apellido "Somers" por ser el que tenía su madre antes de casarse. Ya en Nueva York, Somers se casó y tuvo una hija, Leslie, antes de divorciarse de su primer marido. En 1953 se casó con el actor Jack Klugman, con el que tuvo dos hijos: Adam y David. La pareja se separó en 1974, aunque nunca llegaron a divorciarse.
En sus últimos años de vida, Somers decidió nacionalizarse estadounidense.

## Carrera

### Primeros años
En sus inicios Somers fue actriz teatral, y para la televisión empezó trabajando en programas dramáticos como "The Philco Television Playhouse", "Kraft Television Theatre", "Playhouse 90" y "Robert Montgomery Presents". Su debut teatral en el circuito de Broadway tuvo lugar con la obra "Maybe Tuesday", la cual fue un fracaso y únicamente se representó cinco veces.
 También actuó en Happy Ending, The Seven Year Itch y The Country Girl con su marido, Jack Klugman. 
Además, también tuvo actuaciones cinematográficas, participando en filmes como A Rage to Live, Getting There, Bone, Bus Riley's Back in Town y The Great American Beauty Pageant.

### Trabajo televisivo
Somers tuvo muchas actuaciones en episodios de diversas producciones televisivas, entre ellas Love, American Style, The Defenders, Have Gun Will Travel, Ben Casey, CHiPs, The Love Boat, Barney Miller, The Mary Tyler Moore Show, y El fugitivo, en el capítulo de 1964 Cry Uncle en el papel de Miss Edmonds, una asesora de comportamiento que trabajaba en un albergue/finca de huérfanos niños y prepúberes.
Somers tuvo también los papeles recurrentes de Blanche, la exmujer de Oscar Madison (interpretado por su marido, Klugman), en la sitcom de la ABC The Odd Couple en los inicios de la década de 1970, así como el de "Siress Belloby" en la serie de ciencia ficción Battlestar Galactica (1978). En The New Adventures of Perry Mason, serie de 1973 en la que Monte Markham encarnaba a Perry Mason, fue la recepcionista "Gertie".

### Match Game
Somers fue sobre todo conocida por sus actuaciones como panelista en el concurso de la CBS de los años setenta Match Game (ella se sentaba en el asiento central superior al lado de Charles Nelson Reilly que se inició como participante regular en la misma época). Somers se hizo una figura familiar televisiva llevando unas gafas enormes y pelucas variadas. En el show actuaba como contraste de las figuras de Charles Nelson Reilly, Betty White, Richard Dawson y Fannie Flagg, entre otras. 
Somers no fue una de las celebridades originales del panel. Cuando Jack Klugman actuó en 1973 en el programa, sugirió que los productores contaran con ella. Su humor inteligente e ingenioso tuvo un gran éxito, motivo por el cual siguió como panelista en el resto de los nueve años de aquella etapa del programa.
Sus actuaciones en The Match Game hicieron que el locutor radiofónico Robin Quivers la imitara en sus parodias de concursos como The Howard Stern Show. La imitación que Robin hacía de Brett Somers apareció en el film Private Parts.

### Últimos años
En 2002 actuó con Charles Nelson Reilly y Betty White (via videotelefonía) en una reunión sobre Match Game llevada a cabo en el programa de la CBS The Early Show. También participó con Reilly en Hollywood Squares durante la "Semana del Concurso" celebrada en 2002. 
Entre 2003 y 2004 Somers también actuó en un espectáculo de cabaret, An Evening with Brett Somers.
En 2006 fue una de las destacadas entrevistadas en The Real Match Game Story: Behind the Blank, programa emitido por Game Show Network, y presentó el DVD Match Game. También en 2006, intervino en "PBS Match Game", una producción especialmente pensada para ella.

### Fallecimiento
En una entrevista concedida en 2002, Somers negaba los rumores que afirmaban que estaba afectada por un cáncer, algo que reiteró en posteriores ocasiones.
Sin embargo, Brett Somers falleció el 15 de septiembre de 2007 en su domicilio en Westport (Connecticut), siendo la causa del fallecimiento, según su hijo Adam, un cáncer de estómago y de colon. El cáncer se había iniciado en 2004, aunque había remitido hasta agosto de 2007. Fue enterrada en el Cementerio Memorial Garden of The Unitarian Church de Westport (Connecticut).